# Sampo

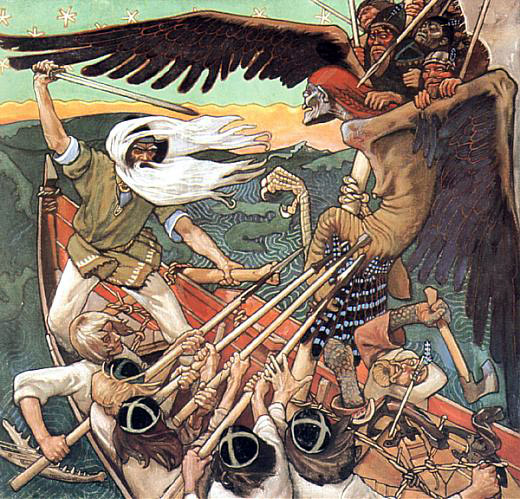
Akseli Gallen-Kallela, La defensa del Sampo.

El Sampo, en la mitología finlandesa, era una especie de molino mágico maravilloso que producía grano, sal y oro. Su cobertura era una clara alegoría de la bóveda celestial, cubierta de estrellas; giraba en torno a un eje central que simbolizaba la columna que sujeta el mundo. Siempre rebosante e inagotable, tiene una clara analogía con la cornucopia (el cuerno de la Abundancia).
En el Kalevala finlandés, es el héroe Ilmarinen quien logra construir, en su forja, este artilugio maravilloso, en el intento de desposar a la doncella de Pohjola. El objetivo de su madre, Louhi, la hechicera de Pohjola, era usar el sampo para proveer alimentos y riquezas para la gente de su tierra. Según la leyenda, los héroes del Kalevala luchan luego contra Louhi para recuperar el sampo. En el transcurso del combate en alta mar, el molino mágico es destruido y la mayor parte de él se pierde bajo las aguas. Sin embargo, Väinämöinen logra guardar algunos pedazos y luego los entierra al regreso. Estos trozos son los responsables de la prosperidad futura de la tierra de Kaleva, y alegóricamente de la de Finlandia.